# Afrika-Brigade 999
De Afrika-Brigade 999 was een Duitse infanteriebrigade tijdens de Tweede Wereldoorlog. De eenheid werd op 6 oktober 1942 opgericht in Frankrijk en werd daar getraind. De eenheid bestond aanvankelijk voor een groot deel uit strafgevangenen, hoewel de officieren en onderofficieren vanuit reguliere eenheden afkomstig waren. Dertig procent van de soldaten was een politiek gevangene en ongeveer zeventig procent was een misdadiger. De eenheid werd in maart 1943 opgewaardeerd tot een volwaardige divisie, de 999e Lichte Afrikadivisie

## Commandant[1]
| Rang   | Naam                    | Begin          | Eind            | Opmerking |
| ------ | ----------------------- | -------------- | --------------- | --------- |
| Oberst | Heinz Karl von Rinkleff | 6 oktober 1942 | 2 februari 1943 |           |

## Samenstelling
- Afrika-Schützen-Regiment 961
- Afrika-Schützen-Regiment 962
- Nachrichten-Kompanie 999